# Ignaz Falbesoner
Ignaz Falbesoner (* 22. September 1808 in Nassereith; † 5. Juli 1881 ebenda) war ein österreichischer Bildhauer, Krippenschnitzer und Mesner.

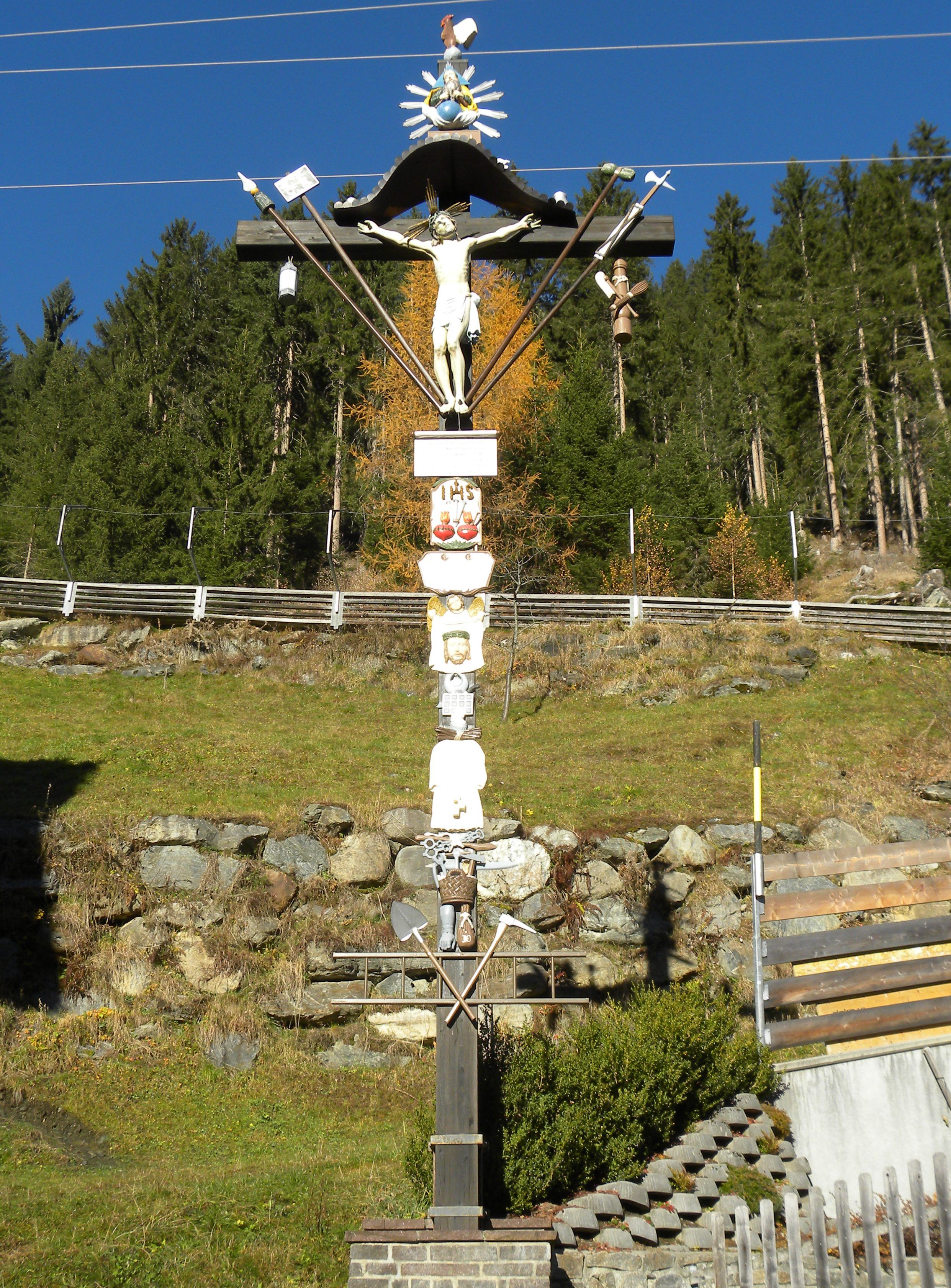
Das Tschatscha-Kreuz in Kappl im Paznauntal von Ignaz Falbesoner (1843)

## Leben
Ignaz Falbesoner war der erste Sohn von Josef Alois Falbesoner und seiner zweiten Frau Notburga Bader aus Lermoos, die am 23. November 1807 geheiratet hatten. Über die Lehrjahre des jungen Bildhauers wissen wir kaum etwas. Er dürfte bei seinem Vater das Handwerk des Schnitzens gelernt haben. Ob er mit 18 Jahren nach Rom ging und dort auch mit „weißem und farbigem Marmor“ gearbeitet hat, lässt sich nicht belegen. Ignaz Falbesoner heiratete am 28. Mai 1838 die Wegmacherstochter Maria Kreszenz Rappold in Nassereith. Aus dieser Ehe gingen sechs Kinder hervor.
Spätestens nach dem Tod seines Vaters im Jahr 1848 übernahm Ignaz Falbesoner auch das Mesneramt. Während seiner Schaffenszeit konnte er kaum Reichtümer anhäufen. Ignaz Falbesoner bildete in seiner Werkstatt anscheinend auch Steinmetze aus. Seine Schüler berichteten, dass er ein großer hagerer Mann mit einer langen Nase gewesen sein. Er wirkte auch als Vieh- und Leutedoktor. Als letzter großer Vertreter der Bildhauer- und Mesnerdynastie starb Ignaz Falbesoner am 5. Juli 1881. Von ihm sind weit weniger Werke als von seinem Großvater Martin Falbesoner (172?–1815) und seinem Vater Josef Alois Falbesoner (1767–1848) bekannt. Viele seiner Krippen wurden bei den Dorfbränden der Jahre 1893 und 1923 in Nassereith ein Raub der Flammen.

## Werke (Auswahl)

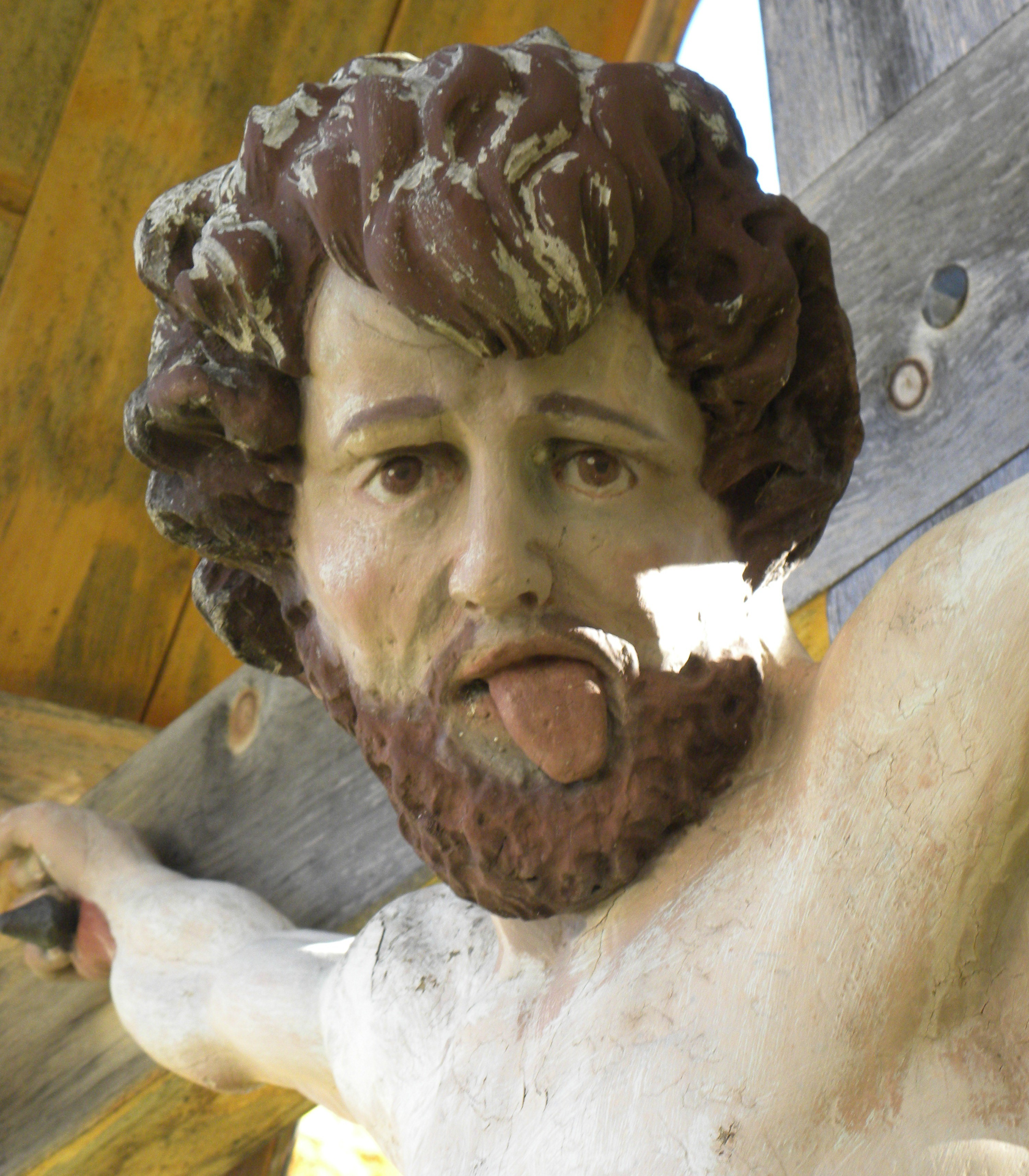
Rechter Schächer am Kalvarienberg in Ladis von Ignaz Falbesoner (1840).

- Dormitz – Friedhof: Kreuzigungsgruppe (1850/60)
- Ehrwald – Pfarrkirche: ehemaliger Hochaltar (1860/70)
- Kappl im Paznauntal: Arma-Christi-Kreuz, sogenanntes „Tschatscha-Kreuz“ (1843)
- Ladis – Kalvarienberg: Christus und 2 Schächer
- Nassereith – zahlreiche Hauskrippen, Kruzifixe und Figuren (viele bei den Dorfbränden zerstört)
- Nassereith – Pfarrkirche: Mitarbeit am Hochaltar, Figuren, Heiliges Grab (um 1850)
- Nassereith – Immaculata-Statue am Majenbrunnen (1865, nicht erhalten)[3]